# Diecéze lehnická
Diecéze lehnická (latinsky Dioecesis Legnicensis) je polská římskokatolická diecéze. Je součástí Vratislavské církevní provincie.
Lehnická diecéze byla zřízena bulou papeže Jana Pavla II. Totus Tuus Poloniae populus dne 25. března 1992. Většina území patřila od středověku k diecézi vratislavské, pouze malé území okolo Bogatyně bylo do roku 1972 součástí diecéze míšeňské a až od uvedeného roku patřila k arcidiecézi vratislavské. Lehnická diecéze byla při svém vzniku přidělena k Vratislavské církevní provincii. Při zřízení diecéze byl diecézním biskupem jmenován dosavadní pomocný biskup vratislavský Tadeusz Rybak (narozen 1929), od jeho odchodu na odpočinek v roce 2005 diecézi spravuje biskup Stefan Cichy (narozen 1939).
2. července 1997 navštívil Lehnici papež Jan Pavel II. Dne 24. února 2004 byla zřízena nová diecéze svídnická z 13 děkanátů arcidiecéze vratislavské a z 8 děkanátů diecéze lehnické. Lehnická diecéze tehdy ztratila mimo jiné Valbřich, do té doby největší město na svém území. Od roku 2007 do roku 2012 se konal první diecézní synod.
Diecéze se rozkládá v jihozápadní části Dolního Slezska a zahrnuje též nejvýchodnější část historické Horní Lužice. Hraničí s Českou republikou a se Německem. Nejvýznamnějšími městy jsou vedle sídelní Lehnice Jelení Hora (Jelenie Góra), Lubin, Bolesławiec a Zgorzelec (Zhořelec).

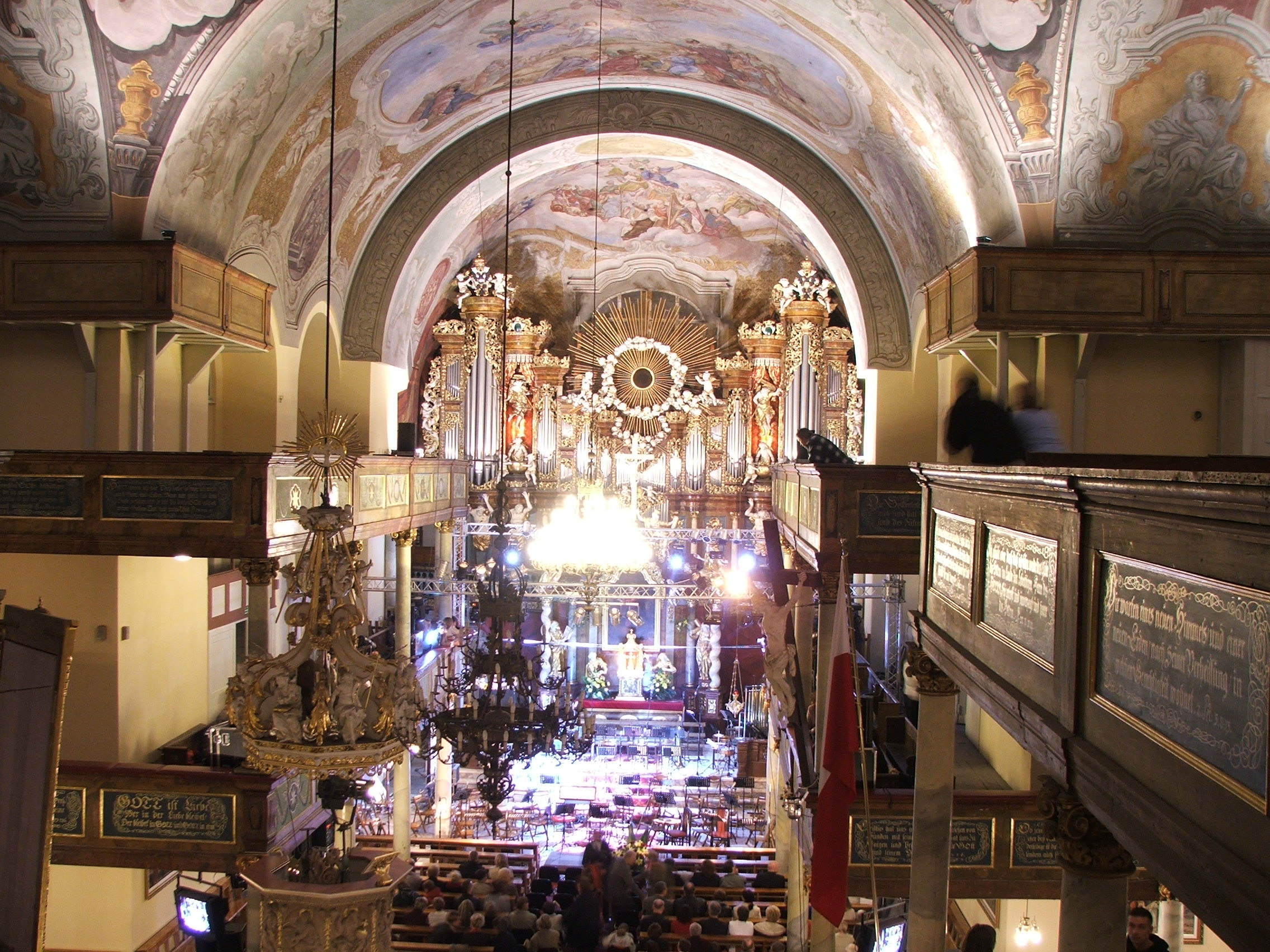
Vnitřek kostela sv. Kříže v Jelení Hoře, diecézního poutního místa

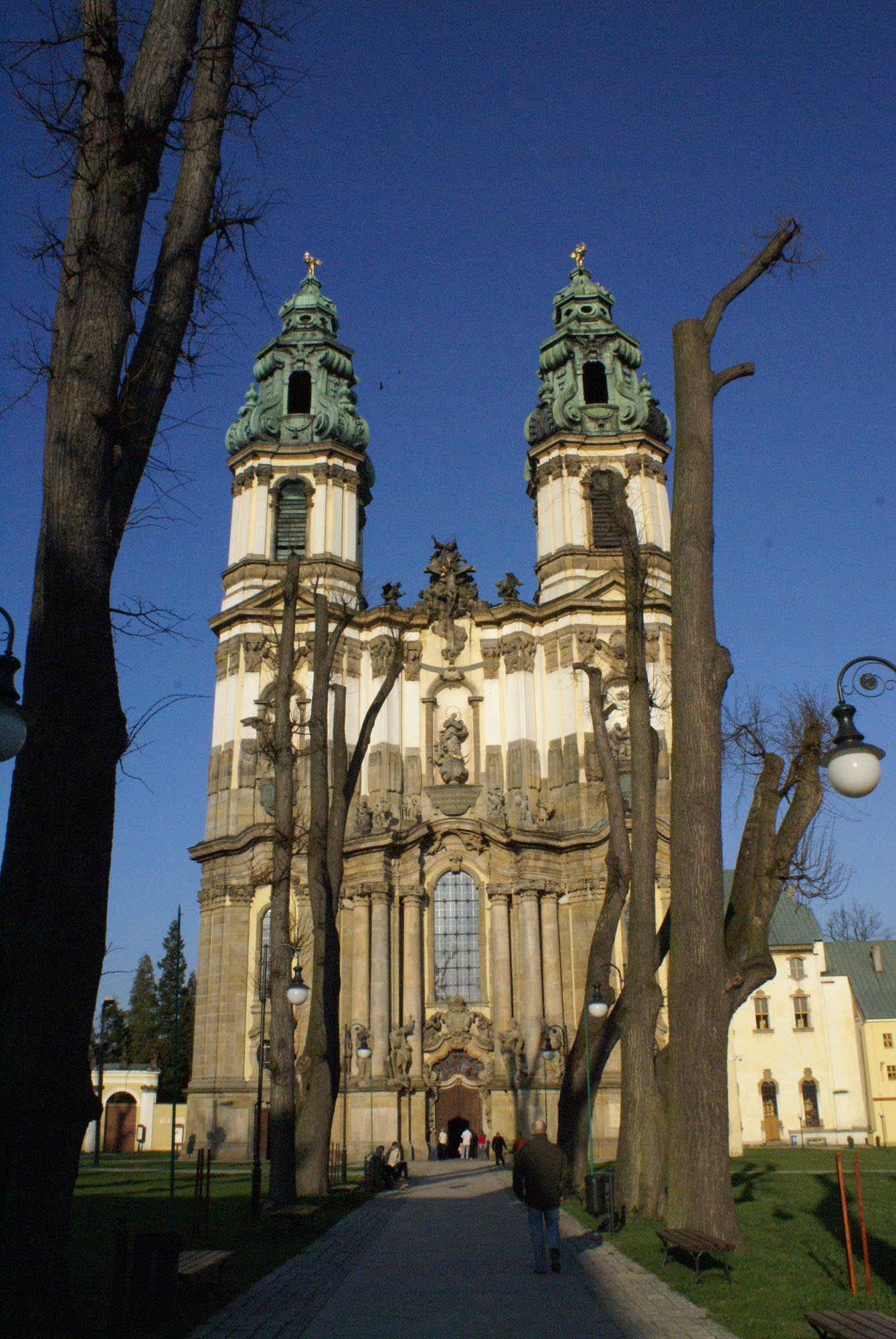
Krzeszów, Kostel Nanebevzetí Panny Marie (menší bazilika)

Hlavním chrámem diecéze je lehnická katedrála sv. Petra a Pavla, která byla postavena v letech 1333-1380 a naposledy novogoticky přestavěna v letech 1892-1894. Dalšími významnými svatyněmi jsou chrám Nanebevzetí P. Marie v Krzeszowě (mariánské poutní místo a od roku 1998 basilica minor), kostel sv. Erazima a Pankráce v Jelení Hoře (basilica minor od roku 2010), poutní kostel sv. Kříže v Jelení Hoře, kostel Nanebevzetí P. Marie a sv. Mikuláše v Bolesławci (mariánské poutní místo) a poutní místo sv. Hedviky, bývalý klášterní kostel v Lehnickém Poli. Patrony biskupství jsou svatí apoštolové Petr a Pavel, svatý Josef pěstoun Páně a svatá Hedvika Slezská.
Na území diecéze působí šest mužských řádů a kongregací ve 25 řeholních domech, nejpočetnější zastoupení mají Salesiáni Dona Bosca: 15 řeholních domů s centrem v Lubinu. Dále v diecézi působí milosrdní bratři (Lehnice), františkáni (Lehnice), Minorité (Kowary, Lehnice, Lwówek Śląski, Pieńsk, Szklarska Poręba), piaristé (Jelení Hora) a Kongregace svatého archanděla Michala (Pławna, Sobota). Ze ženských institutů zde působí benediktinky (opatství Všech svatých v Krzeszowě) a patnáct ženských kongregací ve 27 domech, nejpočetněji Kongregace sester svaté Alžběty (7 domů). Duchovní diecéze se vzdělávají na Vyšším duchovním semináři v Lehnici a na Papežské teologické fakultě ve Vratislavi.

## Biskupové
| Diecézní biskupové (od roku 1992) | Diecézní biskupové (od roku 1992) | Diecézní biskupové (od roku 1992)           |
| --------------------------------- | --------------------------------- | ------------------------------------------- |
| Tadeusz Rybak                     | 25. 3. 1992 - 19. 3. 2005         | poté emeritní biskup                        |
| Stefan Cichy                      | od 19. 3. 2005 - 16. 4. 2014      | poté emeritní biskup                        |
| Zbigniew Kiernikowski             | od 28 . 6. 2014                   |                                             |
| Pomocní biskupové                 |                                   |                                             |
| Adam Dyczkowski                   | 25. 3. 1992 - 17. 7. 1993         | poté diecézní biskup zelenohorsko-gorzowský |
| Stefan Regmunt                    | 3. 12. 1994 - 29. 12. 2007        | poté diecézní biskup zelenohorsko-gorzowský |
| Marek Mendyk                      | od 24. 12. 2008 - 31. 03. 2020    | poté diecézní biskup diecéze svídnická      |

## Děkanáty

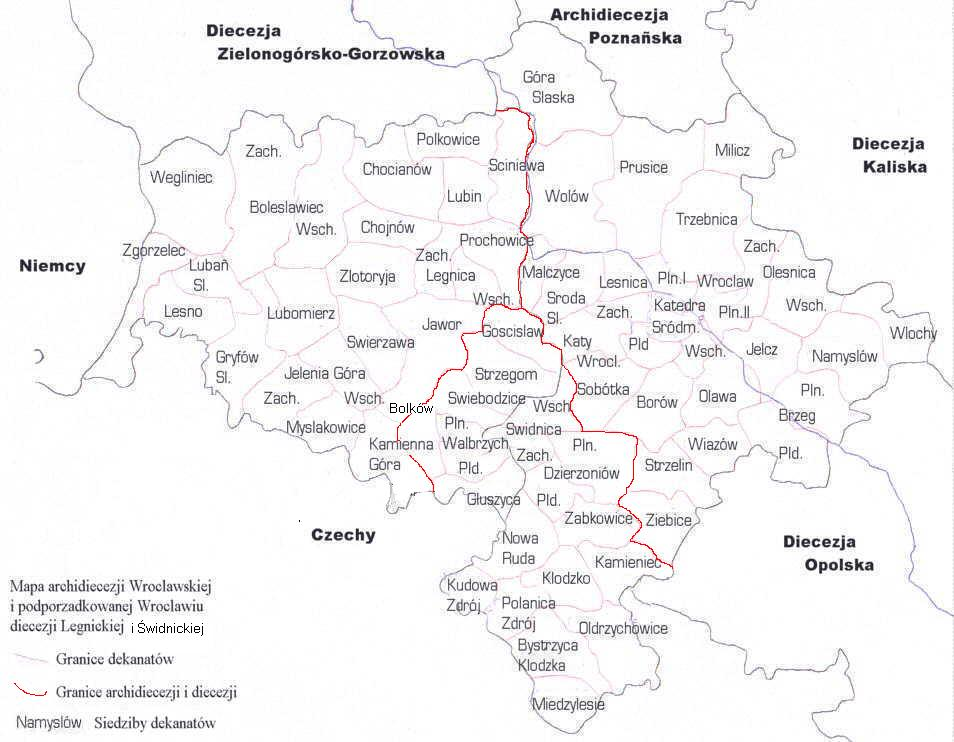
Mapa Vratislavské církevní provincie, na západě Diecéze lehnická

- Bogatynia (8 farností)
- Bolesławiec Wschód (12 farností)
- Bolesławiec Zachód (9 farností)
- Chocianów (6 farností)
- Chojnów (9 farností)
- Gryfów Śląski (9 farností)
- Jawor (10 farností)
- Jelenia Góra Wschód (9 farností)
- Jelenia Góra Zachód (8 farností)
- Kamienna Góra Wschód (7 farností)
- Kamienna Góra Zachód (7 farností)
- Legnica Katedra (6 farností)
- Legnica Wschód (8 farností)
- Legnica Zachód (6 farností)
- Leśna (7 farností)
- Lubań (12 farností)
- Lubin Wschód (7 farností)
- Lubin Zachód (7 farností)
- Lwówek Śląski (9 farností)
- Mysłakowice (10 farností)
- Nowogrodziec (8 farností)
- Polkowice (8 farností)
- Prochowice (7 farností)
- Szklarska Poręba (8 farností)
- Ścinawa (6 farností)
- Świerzawa (8 farností)
- Węgliniec (8 farností)
- Zgorzelec (11 farností)
- Złotoryja (10 farností)